# 能量轉換

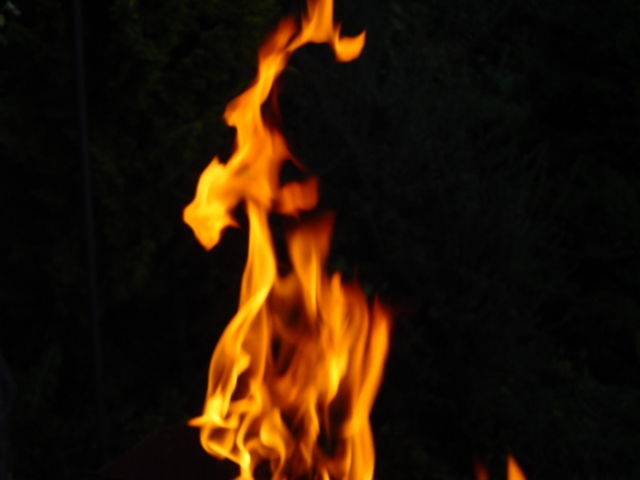
火是能量转换的一个例子

能量转换是指能量从一种形式转变为另一种形式的过程。根据能量守恒定律，能量不能憑空出現或消失。能量轉換有許多用處，例如家裡為了取暖，會用炉子燃烧燃料，此時燃料的化學能转化为热能，然后家中的溫度升高，人體會感覺舒適。能量轉換時可能會有損耗，不過其他形式的能量有機會幾乎全部转换为热能。